# A Ubisoft játékainak listája
Ez a lista a Ubisoft által fejlesztett és/vagy kiadott videójátékokat mutatja.

## Videójátékok listája
| Év   | Cím                                                      | Platform(ok) |
| ---- | -------------------------------------------------------- | --- |
| 1986 | Fer et flamme                                            | Amstrad CPC |
| 1986 | Masque                                                   | Amstrad CPC, Atari ST, MS-DOS                                                                                                 |
| 1986 | Zombi                                                    | Amstrad CPC, Atari ST, MS-DOS, Amiga, Commodore 64, ZX Spectrum                                                               |
| 1987 | Asphalt                                                  | Amstrad CPC |
| 1987 | Final Command                                            | Amstrad CPC, Atari ST, Amiga                                                                                                  |
| 1987 | Gabrielle                                                | Amstrad CPC, Atari ST, MS-DOS                                                                                                 |
| 1987 | Inertie                                                  | Amstrad CPC |
| 1987 | L’Anneau de Zengara                                      | Amstrad CPC, Atari ST |
| 1987 | L’Oeil de Set                                            | Amstrad CPC |
| 1987 | La Chose de Grotemburg                                   | Amstrad CPC |
| 1987 | M’Enfin                                                  | Amstrad CPC |
| 1987 | Mange Cailloux                                           | Amstrad CPC |
| 1987 | Manhattan 95 Light                                       | Amstrad CPC |
| 1987 | Le Maître des Âmes                                       | Amstrad CPC, Atari ST, MS-DOS                                                                                                 |
| 1987 | Le Nécromancien                                          | Amstrad CPC |
| 1987 | Peur sur Amityville                                      | Amstrad CPC |
| 1988 | Conspiration de l’An III                                 | Amstrad CPC |
| 1988 | Cybermind: Planet of Riddle                              | Atari ST |
| 1988 | Exit                                                     | Amstrad CPC |
| 1988 | Hurlements                                               | Amstrad CPC, MS-DOS |
| 1988 | L’Ile                                                    | Amstrad CPC |
| 1989 | Fred                                                     | Atari ST, Amiga |
| 1989 | Great Courts                                             | Amstrad CPC, Atari ST, MS-DOS, Amiga, Commodore 64, ZX Spectrum, Atari Lynx, Super Nintendo Entertainment System              |
| 1989 | Iron Lord                                                | Amstrad CPC, Atari ST, MS-DOS, Amiga, Commodore 64, ZX Spectrum                                                               |
| 1989 | Night Hunter                                             | Amstrad CPC, Atari ST |
| 1989 | Omeyad                                                   | Amstrad CPC |
| 1989 | Puffy’s Saga                                             | Amstrad CPC, Atari ST, MS-DOS, Amiga, Commodore 64, ZX Spectrum                                                               |
| 1989 | Skateball                                                | Amstrad CPC, Atari ST, MS-DOS, Amiga, Commodore 64, ZX Spectrum, Amstrad GX4000                                               |
| 1989 | Sphaira                                                  | Amstrad CPC |
| 1989 | Terres et Conquérants                                    | Amstrad CPC |
| 1989 | Twinworld                                                | Amstrad CPC, Atari ST, Amiga, Commodore 64, Acorn Archimedes                                                                  |
| 1990 | B.A.T.                                                   | Amstrad CPC, Atari ST, MS-DOS, Amiga, Commodore 64                                                                            |
| 1990 | The Chessmaster 2000                                     | Amstrad CPC |
| 1990 | Pick ’n Pile                                             | Amstrad CPC, Atari ST, Amiga, Commodore 64, ZX Spectrum, Atari 2600, Apple IIGS, Mac OS                                       |
| 1990 | Pro Tennis Tour                                          | Amstrad CPC |
| 1990 | Ranx                                                     | Atari ST, MS-DOS, Amiga |
| 1990 | Sauvez Yurk                                              | Amstrad CPC |
| 1990 | Unreal                                                   | Atari ST, Amiga, MS-DOS |
| 1991 | Air Combat Aces                                          | Amiga |
| 1991 | Back to the Golden Age                                   | Amstrad CPC, Atari ST |
| 1991 | Great Courts 2                                           | Atari ST, Amiga, MS-DOS |
| 1991 | Indiana Jones and the Last Crusade: The Action Game      | Nintendo Entertainment System                                                                                                 |
| 1992 | B.A.T. II – The Koshan Conspiracy                        | Atari ST, Amiga, MS-DOS |
| 1992 | Dyna Blaster                                             | Atari ST, Amiga, MS-DOS |
| 1993 | F1 Pole Position                                         | Game Boy |
| 1993 | Jimmy Connors Pro Tennis Tour                            | Nintendo Entertainment System, Super Nintendo Entertainment System                                                            |
| 1994 | Payuta                                                   | Microsoft Windows |
| 1994 | Street Racer                                             | Amiga, MS-DOS, PlayStation, Sega Saturn, Mega Drive, Game Boy, Super Nintendo Entertainment System                            |
| 1995 | Action Soccer                                            | MS-DOS |
| 1995 | Anvil of Dawn                                            | MS-DOS |
| 1995 | Rayman                                                   | Microsoft Windows, PlayStation, MS-DOS, Sega Saturn, Atari Jaguar, Game Boy Color                                             |
| 1996 | Alexi Lalas Red Hot Soccer                               | Microsoft Windows |
| 1996 | TIM7                                                     | Microsoft Windows |
| 1997 | The Adventures of Valdo & Marie                          | Microsoft Windows |
| 1997 | F1 Pole Position 64                                      | Nintendo 64 |
| 1997 | F1 Racing Simulation                                     | Microsoft Windows |
| 1997 | POD: Planet of Death                                     | Microsoft Windows |
| 1997 | Rayman Designer                                          | Microsoft Windows |
| 1997 | Rayman Gold                                              | Microsoft Windows |
| 1997 | Sub Culture                                              | Microsoft Windows |
| 1997 | Tennis Arena                                             | PlayStation, Sega Saturn |
| 1998 | All Star Tennis ’99                                      | PlayStation, Nintendo 64, Game Boy Color                                                                                      |
| 1998 | Asghan: The Dragon Slayer                                | Microsoft Windows |
| 1998 | Buck Bumble                                              | Nintendo 64 |
| 1998 | Hexcite                                                  | Game Boy Color |
| 1998 | Laura’s Happy Adventures                                 | Microsoft Windows, Game Boy Color                                                                                             |
| 1998 | Rayman Forever                                           | Microsoft Windows |
| 1998 | Redline Racer                                            | Microsoft Windows |
| 1998 | S.C.A.R.S                                                | Microsoft Windows, PlayStation, Nintendo 64                                                                                   |
| 1998 | Shadow Gunner: The Robot Wars                            | PlayStation |
| 1998 | Skull Caps                                               | Microsoft Windows |
| 1998 | Speed Busters: American Highways                         | Microsoft Windows |
| 1999 | Alex Builds His Farm                                     | Microsoft Windows |
| 1999 | Tonic Trouble                                            | Microsoft Windows, Nintendo 64                                                                                                |
| 1999 | All You Can Play: 10 Racing Games                        | Microsoft Windows |
| 1999 | Hell-Copter                                              | Microsoft Windows |
| 1999 | Hype: The Time Quest                                     | Microsoft Windows, PlayStation 2                                                                                              |
| 1999 | Imperialism II: Age of Exploration                       | Microsoft Windows |
| 1999 | Monaco Grand Prix                                        | PlayStation, Nintendo 64, Dreamcast                                                                                           |
| 1999 | Racing Simulation 2: Monaco Grand Prix                   | Microsoft Windows |
| 1999 | Rayman 2: The Great Escape                               | Microsoft Windows, PlayStation, Nintendo 64, Dreamcast                                                                        |
| 1999 | Sesame Street: Elmo’s Number Journey                     | PlayStation |
| 1999 | Sesame Street: Elmo’s Letter Adventure                   | PlayStation |
| 1999 | Rocket: Robot on Wheels                                  | Nintendo 64 |
| 1999 | Speed Devils                                             | Dreamcast |
| 1999 | Evolution: The World of Sacred Device                    | Dreamcast |
| 1999 | Tom Clancy’s Rainbow Six: Rogue Spear                    | Microsoft Windows, PlayStation, Dreamcast, Mac OS                                                                             |
| 2000 | Animorphs                                                | Game Boy Color |
| 2000 | Arcatera                                                 | Microsoft Windows |
| 2000 | Batman Beyond: Return of the Joker                       | PlayStation, Nintendo 64, Game Boy Color                                                                                      |
| 2000 | Disney’s Dinosaur                                        | Microsoft Windows, PlayStation, PlayStation 2, Game Boy Color, Dreamcast                                                      |
| 2000 | Donald Duck: Goin’ Quackers                              | Microsoft Windows, PlayStation, PlayStation 2, Nintendo 64, Game Boy Color, GameCube, Dreamcast                               |
| 2000 | Evolution 2: Far Off Promise                             | Dreamcast |
| 2000 | Grandia                                                  | PlayStation |
| 2000 | Grandia II                                               | Microsoft Windows, PlayStation 2, Dreamcast                                                                                   |
| 2000 | Infestation                                              | Microsoft Windows |
| 2000 | Little Nicky                                             | Game Boy Color |
| 2000 | Myst Masterpiece Edition                                 | Microsoft Windows |
| 2000 | POD 2 / POD: Speedzone                                   | Dreamcast |
| 2000 | RealMyst                                                 | Microsoft Windows, Mac OS |
| 2000 | Speed Devils Online Racing                               | Dreamcast |
| 2000 | Stupid Invaders                                          | Microsoft Windows, Dreamcast                                                                                                  |
| 2000 | Theocracy                                                | Microsoft Windows |
| 2000 | Tom Clancy’s Rainbow Six: Rogue Spear: Urban Operations  | Microsoft Windows |
| 2001 | Alex Ferguson’s Player Manager 2001                      | PlayStation |
| 2001 | Armored Core 2                                           | PlayStation 2 |
| 2001 | Batman: Vengeance                                        | Microsoft Windows, PlayStation 2, Xbox, Game Boy Advance, GameCube                                                            |
| 2001 | Batman: Gotham City Racer                                | PlayStation |
| 2001 | Batman: Chaos in Gotham                                  | Game Boy Color |
| 2001 | Battle Realms                                            | Microsoft Windows |
| 2001 | Business Tycoon                                          | Microsoft Windows |
| 2001 | Capitalism II                                            | Microsoft Windows |
| 2001 | Conflict Zone                                            | Microsoft Windows, PlayStation 2, Dreamcast                                                                                   |
| 2001 | Conquest: Frontier Wars                                  | Microsoft Windows |
| 2001 | Dragonriders: Chronicles of Pern                         | Microsoft Windows, Dreamcast                                                                                                  |
| 2001 | Evil Twin: Cyprien’s Chronicles                          | Microsoft Windows, PlayStation 2, Dreamcast                                                                                   |
| 2001 | F1 Racing Championship                                   | Microsoft Windows, PlayStation, PlayStation 2, Nintendo 64, Dreamcast                                                         |
| 2001 | Gunfighter: The Legend of Jesse James                    | PlayStation |
| 2001 | IL-2 Sturmovik                                           | Microsoft Windows |
| 2001 | Jade Cocoon 2                                            | PlayStation 2 |
| 2001 | Lunar Legend                                             | Game Boy Advance |
| 2001 | Mum’s Night Off                                          | PlayStation 2 |
| 2001 | Myst III: Exile                                          | Microsoft Windows, Mac OS |
| 2001 | Planet of the Apes                                       | Microsoft Windows, PlayStation                                                                                                |
| 2001 | Purple Elastic                                           | PlayStation, Nintendo 64, Game Boy Color                                                                                      |
| 2001 | Rayman 2: Revolution                                     | PlayStation 2 |
| 2001 | Rayman Advance                                           | Game Boy Advance |
| 2001 | Rayman M                                                 | Microsoft Windows, PlayStation 2, Xbox, GameCube                                                                              |
| 2001 | Sunny Garcia Surfing                                     | PlayStation 2 |
| 2001 | Tom Clancy’s Ghost Recon                                 | Microsoft Windows, PlayStation 2, Xbox, GameCube                                                                              |
| 2001 | Tom Clancy’s Rainbow Six: Rogue Spear: Black Thorn       | Microsoft Windows |
| 2001 | Worms World Party                                        | Microsoft Windows, PlayStation, Game Boy Advance, N-Gage                                                                      |
| 2002 | Catz 5                                                   | Microsoft Windows |
| 2002 | Chessmaster 9000                                         | Microsoft Windows, Mac OS |
| 2002 | Deathrow                                                 | Xbox |
| 2002 | Destroyer Command                                        | Microsoft Windows |
| 2002 | Donald Duck PK                                           | PlayStation 2, GameCube |
| 2002 | Dogz 5                                                   | Microsoft Windows, Game Boy Advance                                                                                           |
| 2002 | Evolution Worlds                                         | GameCube |
| 2002 | Hooters Road Trip                                        | Microsoft Windows, PlayStation                                                                                                |
| 2002 | Ice Age                                                  | Game Boy Advance |
| 2002 | Marcel Desailly Pro Football                             | PlayStation |
| 2002 | Mike Tyson Boxing                                        | Game Boy Advance |
| 2002 | Moto Racer Advance                                       | Game Boy Advance |
| 2002 | Pro Rally 2002                                           | PlayStation 2, GameCube |
| 2002 | Rayman Rush                                              | PlayStation |
| 2002 | Rocky                                                    | PlayStation 2, Xbox, Game Boy Advance, GameCube                                                                               |
| 2002 | The Settlers IV: Mission CD                              | Microsoft Windows |
| 2002 | The Settlers IV: The Trojans and the Elixir of Power     | Microsoft Windows |
| 2002 | The Sum of All Fears                                     | Microsoft Windows, Game Boy Advance, GameCube                                                                                 |
| 2002 | Telefoot Manager                                         | PlayStation |
| 2002 | Tom Clancy’s Splinter Cell                               | Microsoft Windows, PlayStation 2, Xbox, GameCube                                                                              |
| 2002 | Warlords Battlecry II                                    | Microsoft Windows |
| 2003 | Ape Escape 2                                             | PlayStation 2 |
| 2003 | Batman: Rise of Sin Tzu                                  | PlayStation 2, Xbox |
| 2003 | Beyond Good & Evil                                       | Microsoft Windows, PlayStation 2, Xbox, GameCube, Xbox 360, PlayStation 3                                                     |
| 2003 | Catching Granda Jimmy: Battle of the Ages                | PlayStation 2, GameCube |
| 2003 | Charlie’s Angels                                         | PlayStation 2, GameCube |
| 2003 | Chessmaster                                              | Microsoft Windows, PlayStation 2, Xbox                                                                                        |
| 2003 | Crouching Tiger, Hidden Dragon                           | PlayStation 2, Xbox, Game Boy Advance                                                                                         |
| 2003 | CSI: Crime Scene Investigation                           | Microsoft Windows, Xbox, macOS                                                                                                |
| 2003 | Downtown Run                                             | Microsoft Windows, PlayStation 2, GameCube                                                                                    |
| 2003 | Gunfighter II: Revenge of Jesse James                    | PlayStation 2 |
| 2003 | Lock On: Modern Air Combat                               | Microsoft Windows |
| 2003 | Monster 4x4: Masters of Metal                            | PlayStation 2, GameCube |
| 2003 | Murakumo: Renegade Mech Pursuit                          | Xbox |
| 2003 | Prince of Persia: The Sands of Time                      | Microsoft Windows, PlayStation 2, Xbox, Game Boy Advance, GameCube                                                            |
| 2003 | Rayman 3: Hoodlum Havoc                                  | Microsoft Windows, PlayStation 2, Xbox, Game Boy Advance, GameCube, macOS, N-Gage                                             |
| 2003 | Shadowbane: The Rise of Chaos                            | Microsoft Windows |
| 2003 | Tom Clancy’s Ghost Recon: Desert Siege                   | Microsoft Windows |
| 2003 | Tom Clancy’s Ghost Recon: Island Thunder                 | Microsoft Windows, Xbox |
| 2003 | Tom Clancy’s Rainbow Six 3: Raven Shield                 | Microsoft Windows, PlayStation 2, Xbox, GameCube                                                                              |
| 2003 | Uru: Ages Beyond Myst                                    | Microsoft Windows |
| 2003 | Warlords IV: Heroes of Etheria                           | Microsoft Windows |
| 2003 | Will Rock                                                | Microsoft Windows |
| 2003 | XIII                                                     | Microsoft Windows, PlayStation 2, Xbox, GameCube                                                                              |
| 2004 | Alexander                                                | Microsoft Windows |
| 2004 | Asphalt Urban GT                                         | Nintendo DS, N-Gage, feature phone                                                                                            |
| 2004 | Advance Guardian Heroes                                  | Game Boy Advance |
| 2004 | Ape Escape: Pumped & Primed                              | PlayStation 2 |
| 2004 | Baldur’s Gate: Dark Alliance                             | PlayStation 2 |
| 2004 | Chessmaster 10th Edition                                 | Microsoft Windows |
| 2004 | CSI: Dark Motives                                        | Microsoft Windows, Nintendo DS                                                                                                |
| 2004 | CSI: Miami                                               | Microsoft Windows, iOS |
| 2004 | The Dukes of Hazzard: Return of the General Lee          | PlayStation 2, Xbox |
| 2004 | Far Cry                                                  | Microsoft Windows |
| 2004 | IL-2 Sturmovik: Forgotten Battles – Ace Expansion Pack   | Microsoft Windows |
| 2004 | Myst IV: Revelation                                      | Microsoft Windows, macOS |
| 2004 | Pacific Fighters                                         | Microsoft Windows |
| 2004 | The Political Machine                                    | Microsoft Windows |
| 2004 | Prince of Persia: Warrior Within                         | Microsoft Windows, PlayStation 2, Xbox, GameCube                                                                              |
| 2004 | Rocky Legends                                            | PlayStation 2, Xbox |
| 2004 | Sherlock Holmes: Secret of the Silver Earring            | Microsoft Windows |
| 2004 | Sprung                                                   | Nintendo DS |
| 2004 | Star Wars Trilogy: Apprentice of the Force               | Game Boy Advance |
| 2004 | Tom Clancy’s Ghost Recon: Jungle Storm                   | PlayStation 2, N-Gage |
| 2004 | Tom Clancy’s Ghost Recon 2                               | PlayStation 2, Xbox, GameCube                                                                                                 |
| 2004 | Tom Clancy’s Rainbow Six 3: Raven Shield: Athena Sword   | Microsoft Windows |
| 2004 | Tom Clancy’s Rainbow Six 3: Black Arrow                  | Xbox |
| 2004 | Tom Clancy’s Splinter Cell: Pandora Tomorrow             | Microsoft Windows, PlayStation 2, Xbox, GameCube                                                                              |
| 2004 | Uru: The Path of the Shell                               | Microsoft Windows |
| 2005 | 187 Ride or Die                                          | PlayStation 2, Xbox |
| 2005 | Asphalt 2: Urban GT                                      | Nintendo DS, PlayStation Portable, N-Gage                                                                                     |
| 2005 | Brothers in Arms: D-Day                                  | PlayStation Portable |
| 2005 | Brothers in Arms: Earned in Blood                        | Microsoft Windows, PlayStation 2, Xbox                                                                                        |
| 2005 | Brothers in Arms: Road to Hill 30                        | Microsoft Windows, PlayStation 2, Xbox                                                                                        |
| 2005 | Cold Fear                                                | Microsoft Windows, PlayStation 2, Xbox                                                                                        |
| 2005 | Far Cry Instincts                                        | Xbox |
| 2005 | Flow: Urban Dance Uprising                               | PlayStation 2 |
| 2005 | Heroes of the Pacific                                    | Microsoft Windows, PlayStation 2, Xbox                                                                                        |
| 2005 | Battles of Prince of Persia                              | Nintendo DS |
| 2005 | Kutaaa: The Dog of World                                 | Game Boy Advance |
| 2005 | Lunar: Dragon Song                                       | Nintendo DS |
| 2005 | Myst V: End of Ages                                      | Microsoft Windows, macOS |
| 2005 | Peter Jackson’s King Kong                                | Microsoft Windows, PlayStation 2, Xbox, Nintendo DS, Game Boy Advance, GameCube, PlayStation Portable, Xbox 360               |
| 2005 | Prince of Persia: The Two Thrones                        | Microsoft Windows, PlayStation 2, Xbox, GameCube, macOS                                                                       |
| 2005 | Prince of Persia: Revelations                            | PlayStation Portable |
| 2005 | Rayman DS                                                | Nintendo DS |
| 2005 | Rayman: Hoodlums’ Revenge                                | Game Boy Advance |
| 2005 | Silent Hunter III                                        | Microsoft Windows |
| 2005 | Star Wars: Episode III – Revenge of the Sith             | PlayStation 2, Xbox, Game Boy Advance                                                                                         |
| 2005 | The Settlers: Heritage of Kings                          | Microsoft Windows |
| 2005 | Tom Clancy’s Ghost Recon 2: Summit Strike                | Xbox |
| 2005 | Tom Clancy’s Rainbow Six 3: Raven Shield: Iron Wrath     | Microsoft Windows |
| 2005 | Tom Clancy’s Rainbow Six: Lockdown                       | Microsoft Windows, PlayStation 2, Xbox, GameCube                                                                              |
| 2005 | Tom Clancy’s Splinter Cell: Chaos Theory                 | Microsoft Windows, PlayStation 2, Xbox, GameCube                                                                              |
| 2005 | Tork: Prehistoric Punk                                   | Xbox |
| 2005 | Trollz: Hair Affair!                                     | Game Boy Advance |
| 2005 | Winnie the Pooh’s Rumbly Tumbly Adventure                | PlayStation 2, Game Boy Advance, GameCube                                                                                     |
| 2005 | Yohoho! Puzzle Pirates                                   | Microsoft Windows |
| 2006 | America’s Army: Rise of a Soldier                        | Xbox |
| 2006 | AND 1 Streetball                                         | PlayStation 2, Xbox |
| 2006 | Astonishia Story                                         | PlayStation Portable |
| 2006 | Blazing Angels: Squadrons of WWII                        | Microsoft Windows, PlayStation 3, Xbox, Xbox 360, Wii                                                                         |
| 2006 | Call of Juarez                                           | Microsoft Windows, Xbox 360                                                                                                   |
| 2006 | CSI: 3 Dimensions of Murder                              | Microsoft Windows, PlayStation 2                                                                                              |
| 2006 | Dark Messiah of Might and Magic                          | Microsoft Windows |
| 2006 | Devil May Cry 3                                          | Microsoft Windows |
| 2006 | Enchanted Arms                                           | PlayStation 3, Xbox 360 |
| 2006 | Faces of War                                             | Microsoft Windows |
| 2006 | Far Cry Instincts Evolution                              | Xbox |
| 2006 | Far Cry Instincts Predator                               | Xbox 360 |
| 2006 | Far Cry Vengeance                                        | Wii |
| 2006 | GT Pro Series                                            | Wii |
| 2006 | Heroes of Might and Magic V                              | Microsoft Windows, macOS |
| 2006 | Heroes of Might and Magic V: Hammers of Fate             | Microsoft Windows |
| 2006 | Import Tuner Challenge                                   | Xbox 360 |
| 2006 | LostMagic                                                | Nintendo DS |
| 2006 | Monster 4x4: World Circuit                               | Wii |
| 2006 | Open Season                                              | Microsoft Windows, PlayStation 2, PlayStation Portable, Xbox, Xbox 360, Game Boy Advance, GameCube, Nintendo DS, Wii          |
| 2006 | Paradise                                                 | Microsoft Windows |
| 2006 | Rayman Raving Rabbids                                    | Microsoft Windows, PlayStation 2, Xbox 360, Nintendo DS, Wii, Game Boy Advance                                                |
| 2006 | Red Steel                                                | Wii |
| 2006 | Star Wars: Lethal Alliance                               | PlayStation Portable, Nintendo DS                                                                                             |
| 2006 | Street Riders                                            | PlayStation Portable |
| 2006 | Tom Clancy’s Ghost Recon Advanced Warfighter             | Microsoft Windows, PlayStation 2, Xbox, Xbox 360                                                                              |
| 2006 | Tom Clancy’s Rainbow Six: Critical Hour                  | Xbox |
| 2006 | Tom Clancy’s Rainbow Six: Vegas                          | Microsoft Windows, PlayStation 3, PlayStation Portable, Xbox 360                                                              |
| 2006 | Tom Clancy’s Splinter Cell: Essentials                   | PlayStation Portable |
| 2006 | Tom Clancy’s Splinter Cell: Double Agent                 | Microsoft Windows, PlayStation 2, Xbox, Xbox 360, Wii, GameCube                                                               |
| 2007 | Assassin’s Creed                                         | Microsoft Windows, PlayStation 3, Xbox 360                                                                                    |
| 2007 | America’s Army: True Soldiers                            | Xbox 360 |
| 2007 | Beowulf: The Game                                        | Microsoft Windows, PlayStation 3, PlayStation Portable, Xbox 360                                                              |
| 2007 | Blazing Angels 2: Secret Missions of WWII                | Microsoft Windows, PlayStation 3, Xbox 360                                                                                    |
| 2007 | CSI: Hard Evidence                                       | Microsoft Windows, Xbox 360, Wii                                                                                              |
| 2007 | The Dog Island                                           | PlayStation 2, Wii |
| 2007 | Driver: Parallel Lines                                   | Microsoft Windows, Wii |
| 2007 | Driver 76                                                | PlayStation Portable |
| 2007 | Heroes of Might and Magic V: Tribes of the East          | Microsoft Windows |
| 2007 | Imagine: Animal Doctor                                   | Nintendo DS |
| 2007 | Imagine: Babyz                                           | Nintendo DS |
| 2007 | Imagine: Fashion Designer                                | Nintendo DS |
| 2007 | Imagine: Figure Skater                                   | Nintendo DS |
| 2007 | Imagine: Master Chef                                     | Nintendo DS |
| 2007 | My French Coach                                          | Nintendo DS, Wii |
| 2007 | My French Coach Level 2: Intermediate                    | Nintendo DS |
| 2007 | My Spanish Coach                                         | PlayStation Portable, Nintendo DS, Wii                                                                                        |
| 2007 | My Spanish Coach Level 2: Intermediate                   | Nintendo DS |
| 2007 | My Word Coach                                            | Nintendo DS, Wii |
| 2007 | My Dutch Coach                                           | Nintendo DS |
| 2007 | Naruto: Rise of a Ninja                                  | Xbox 360 |
| 2007 | No More Heroes                                           | Wii |
| 2007 | Petz Dogz 2                                              | PlayStation 2, Wii |
| 2007 | Petz Catz 2                                              | PlayStation 2, Wii |
| 2007 | Prince of Persia: Rival Swords                           | PlayStation Portable, Wii |
| 2007 | Prince of Persia Classic                                 | Xbox 360, iOS |
| 2007 | Pawly Pets: My Animal Hospital                           | Microsoft Windows |
| 2007 | Rayman Raving Rabbids 2                                  | Nintendo DS, Wii |
| 2007 | Real Football 2008                                       | Nintendo DS |
| 2007 | Resident Evil 4                                          | Microsoft Windows |
| 2007 | Rocky Balboa                                             | PlayStation Portable |
| 2007 | Silent Hunter 4: Wolves of the Pacific                   | Microsoft Windows |
| 2007 | Surf’s Up                                                | Microsoft Windows, PlayStation 3, PlayStation 2, PlayStation Portable, Xbox 360, Nintendo DS, Wii, Game Boy Advance, GameCube |
| 2007 | The Settlers II (10th Anniversary)                       | Microsoft Windows |
| 2007 | The Settlers: Rise of an Empire                          | Microsoft Windows |
| 2007 | Tom Clancy’s Ghost Recon Advanced Warfighter 2           | Microsoft Windows, PlayStation 3, Xbox 360                                                                                    |
| 2007 | TMNT                                                     | Microsoft Windows, PlayStation 3, PlayStation 2, PlayStation Portable, Xbox 360, Nintendo DS, Wii, Game Boy Advance, GameCube |
| 2007 | World in Conflict                                        | Microsoft Windows |
| 2008 | Armored Core: For Answer                                 | PlayStation 3, Xbox 360 |
| 2008 | Battle of Giants: Dinosaurs                              | Nintendo DS |
| 2008 | Brothers in Arms: Hell’s Highway                         | Microsoft Windows, PlayStation 3, Xbox 360                                                                                    |
| 2008 | Cesar Millan’s The Dog Whisperer                         | Microsoft Windows, Nintendo DS                                                                                                |
| 2008 | Circus Games                                             | Wii |
| 2008 | CSI: NY                                                  | Microsoft Windows |
| 2008 | Dark Messiah of Might and Magic: Elements                | Xbox 360 |
| 2008 | Emergency Heroes                                         | Wii |
| 2008 | Ener-G                                                   | Nintendo DS |
| 2008 | Far Cry 2                                                | Microsoft Windows, PlayStation 3, Xbox 360                                                                                    |
| 2008 | Haze                                                     | PlayStation 3 |
| 2008 | Imagine: Fashion Party                                   | Wii |
| 2008 | Imagine: Party Babyz                                     | Wii |
| 2008 | Lost: Via Domus                                          | Microsoft Windows, PlayStation 3, Xbox 360                                                                                    |
| 2008 | Movie Games                                              | Wii |
| 2008 | My Fun Facts Coach                                       | Nintendo DS |
| 2008 | My Japanese Coach                                        | Nintendo DS |
| 2008 | My Chinese Coach                                         | Nintendo DS |
| 2008 | My Life Coach                                            | Nintendo DS |
| 2008 | My SAT Coach                                             | Nintendo DS |
| 2008 | My Weight Loss Coach                                     | Nintendo DS |
| 2008 | Naruto: The Broken Bond                                  | Xbox 360 |
| 2008 | Petz: Crazy Monkeyz                                      | Wii |
| 2008 | Petz: Horsez Club                                        | Wii |
| 2008 | Petz: Rescue Wildlife Vet                                | Wii |
| 2008 | Petz Sports: Dog Playground                              | Wii |
| 2008 | Prince of Persia                                         | Microsoft Windows, PlayStation 3, Xbox 360, macOS                                                                             |
| 2008 | Rayman Raving Rabbids: TV Party                          | Nintendo DS, Wii |
| 2008 | Shaun White Snowboarding                                 | Microsoft Windows, PlayStation 3, Xbox 360, Wii                                                                               |
| 2008 | Silent Hunter IV: U-Boat Mission                         | Microsoft Windows |
| 2008 | Tom Clancy’s EndWar                                      | Microsoft Windows, PlayStation 3, PlayStation Portable, Xbox 360, Nintendo DS                                                 |
| 2008 | Totally Spies! Totally Party                             | Microsoft Windows, PlayStation 2, Wii                                                                                         |
| 2008 | Tom Clancy’s Rainbow Six: Vegas 2                        | Microsoft Windows, PlayStation 3, Xbox 360                                                                                    |
| 2008 | TV Show King Party                                       | Wii |
| 2009 | Academy of Champions: Football                           | Wii |
| 2009 | Anno 1404                                                | Microsoft Windows, Nintendo DS, Wii                                                                                           |
| 2009 | Assassin’s Creed II                                      | Microsoft Windows, PlayStation 3, Xbox 360, macOS                                                                             |
| 2009 | Assassin’s Creed: Bloodlines                             | PlayStation Portable |
| 2009 | Assassin’s Creed: Altaïr’s Chronicles                    | Windows Phone, Nintendo DS, iOS, WebOS                                                                                        |
| 2009 | Asterix: These Romans Are Crazy!                         | Nintendo DS |
| 2009 | Battle of Giants: Dragons                                | Nintendo DS |
| 2009 | Broken Sword: The Shadow of the Templars – Directors Cut | Nintendo DS, Wii |
| 2009 | C.O.P. The Recruit                                       | Nintendo DS |
| 2009 | Call of Juarez: Bound in Blood                           | Microsoft Windows, PlayStation 3, Xbox 360                                                                                    |
| 2009 | Cloudy with a Chance of Meatballs                        | Microsoft Windows, PlayStation 3, PlayStation Portable, Xbox 360, Nintendo DS, Wii                                            |
| 2009 | Cover Girl                                               | PlayStation Portable |
| 2009 | CSI: Deadly Intent                                       | Microsoft Windows, Xbox 360, Nintendo DS, Wii                                                                                 |
| 2009 | Grey’s Anatomy: The Video Game                           | Microsoft Windows, Nintendo DS, Wii                                                                                           |
| 2009 | Hamsterz Life 2                                          | Nintendo DS |
| 2009 | Heroes Over Europe                                       | Microsoft Windows, PlayStation 3, Xbox 360                                                                                    |
| 2009 | Imagine: Gymnast                                         | Nintendo DS |
| 2009 | James Cameron’s Avatar: The Game                         | Microsoft Windows, PlayStation 3, PlayStation Portable, Xbox 360, Nintendo DS, Wii                                            |
| 2009 | Just Dance                                               | Wii |
| 2009 | Rabbids Go Home                                          | Nintendo DS, Wii |
| 2009 | Shaun White Snowboarding: World Stage                    | Wii |
| 2009 | Style Lab: Makeover                                      | Nintendo DS |
| 2009 | Tenchu: Shadow Assassins                                 | PlayStation Portable, Wii |
| 2009 | Tom Clancy’s H.A.W.X                                     | Microsoft Windows, PlayStation 3, Xbox 360                                                                                    |
| 2009 | Teenage Mutant Ninja Turtles: Smash-Up                   | PlayStation 2, Wii |
| 2009 | Velvet Assassin                                          | Microsoft Windows, Xbox 360, macOS                                                                                            |
| 2009 | Wheelman                                                 | Microsoft Windows, PlayStation 3, Xbox 360                                                                                    |
| 2009 | World in Conflict: Soviet Assault                        | Microsoft Windows |
| 2009 | Your Shape                                               | Wii |
| 2010 | Assassin’s Creed: Brotherhood                            | Microsoft Windows, PlayStation 3, Xbox 360, macOS                                                                             |
| 2010 | Battle Tag                                               | Laser tag |
| 2010 | Battle of Giants: Dinosaurs Fight for Survival           | Nintendo DS |
| 2010 | Battle of Giants: Mutant Insects                         | Nintendo DS |
| 2010 | Battle of Giants: Mutant Insects Revenge                 | Nintendo DS |
| 2010 | CSI: Fatal Conspiracy                                    | Microsoft Windows, PlayStation 3, Xbox 360, Wii                                                                               |
| 2010 | Dance on Broadway                                        | PlayStation 3, Wii |
| 2010 | Just Dance 2                                             | Wii |
| 2010 | Dance Juniors                                            | Wii |
| 2010 | Michael Jackson: The Experience                          | PlayStation Portable, PlayStation 3, Xbox 360, Nintendo DS, Wii                                                               |
| 2010 | No More Heroes 2: Desperate Struggle                     | Wii |
| 2010 | Prince of Persia                                         | Nintendo 3DS, Wii, iOS |
| 2010 | Prince of Persia: The Forgotten Sands                    | Microsoft Windows, PlayStation 3, PlayStation Portable, Xbox 360, Nintendo DS, Wii                                            |
| 2010 | Racket Sports                                            | PlayStation 3 |
| 2010 | Raving Rabbids Travel In Time                            | Nintendo 3DS, Wii |
| 2010 | Red Steel 2                                              | Wii |
| 2010 | R.U.S.E.                                                 | Microsoft Windows, PlayStation 3, Xbox 360, Wii, macOS                                                                        |
| 2010 | Scott Pilgrim vs. the World: The Game                    | PlayStation 3, Xbox 360 |
| 2010 | Shaun White Skateboarding                                | Microsoft Windows, PlayStation 3, Xbox 360, Wii                                                                               |
| 2010 | The Settlers 7: Paths to a Kingdom                       | Microsoft Windows, macOS |
| 2010 | Tom Clancy’s H.A.W.X 2                                   | Microsoft Windows, PlayStation 3, Xbox 360, Wii                                                                               |
| 2010 | Tom Clancy’s Ghost Recon Predator                        | PlayStation Portable |
| 2010 | Tom Clancy’s Splinter Cell: Conviction                   | Microsoft Windows, Xbox 360                                                                                                   |
| 2011 | The Adventures of Tintin: The Secret of the Unicorn      | Microsoft Windows, PlayStation 3, Xbox 360, Nintendo 3DS, Wii, iOS                                                            |
| 2011 | ABBA: You Can Dance                                      | Wii |
| 2011 | Anno 2070                                                | Microsoft Windows |
| 2011 | Assassin’s Creed: Revelations                            | Microsoft Windows, PlayStation 3, Xbox 360                                                                                    |
| 2011 | Call of Juarez: The Cartel                               | Microsoft Windows, PlayStation 3, Xbox 360                                                                                    |
| 2011 | Cubic Ninja                                              | Nintendo 3DS |
| 2011 | Driver: Renegade 3D                                      | Nintendo 3DS |
| 2011 | Driver: San Francisco                                    | Microsoft Windows, PlayStation 3, Xbox 360, Nintendo 3DS, Wii macOS                                                           |
| 2011 | Dungeon Hunter: Alliance                                 | PlayStation 3, PlayStation Vita                                                                                               |
| 2011 | From Dust                                                | Microsoft Windows, PlayStation 3, Xbox 360                                                                                    |
| 2011 | IL-2 Sturmovik: Cliffs of Dover                          | Microsoft Windows |
| 2011 | James Noir’s Hollywood Crimes 3D                         | Nintendo 3DS, iOS |
| 2011 | Just Dance 2: Extra Songs                                | Wii |
| 2011 | Just Dance 3                                             | PlayStation 3, Xbox 360, Wii                                                                                                  |
| 2011 | Just Dance Kids                                          | PlayStation 3, Xbox 360, Wii                                                                                                  |
| 2011 | Might & Magic Heroes VI                                  | Microsoft Windows |
| 2011 | NCIS: The Game                                           | Microsoft Windows, PlayStation 3, Xbox 360                                                                                    |
| 2011 | Outland                                                  | PlayStation 3, Xbox 360 |
| 2011 | Rabbids Go Home 2: World Tour Crazy Adventures           | Nintendo 3DS |
| 2011 | Raving Rabbids: Alive & Kicking                          | Xbox 360 |
| 2011 | Rayman 3D                                                | Nintendo 3DS |
| 2011 | Rayman Origins                                           | Microsoft Windows, PlayStation 3, PlayStation Vita, Xbox 360, Nintendo 3DS, Wii                                               |
| 2011 | The Smurfs                                               | Nintendo DS, Wii |
| 2011 | The Smurfs Dance Party                                   | Wii |
| 2011 | Tom Clancy’s Ghost Recon: Shadow Wars                    | Nintendo 3DS |
| 2011 | Zeit²                                                    | Microsoft Windows, Xbox 360                                                                                                   |
| 2012 | Assassin’s Creed III                                     | Microsoft Windows, PlayStation 3, Xbox 360, Wii U                                                                             |
| 2012 | Assassin’s Creed III: Liberation                         | PlayStation Vita |
| 2012 | Babel Rising 3D                                          | Microsoft Windows, PlayStation 3, Xbox 360                                                                                    |
| 2012 | ESPN Sports Connection                                   | Wii U |
| 2012 | Far Cry 3                                                | Microsoft Windows, PlayStation 3, Xbox 360, PlayStation 4                                                                     |
| 2012 | I Am Alive                                               | Microsoft Windows, PlayStation 3, Xbox 360                                                                                    |
| 2012 | Just Dance: Best Of                                      | Xbox 360, Wii |
| 2012 | Just Dance 4                                             | PlayStation 3, Xbox 360, Wii U, Wii                                                                                           |
| 2012 | Lumines: Electronic Symphony                             | PlayStation Vita |
| 2012 | Marvel Avengers: Battle for Earth                        | Xbox 360, Wii U |
| 2012 | Mad Riders                                               | Microsoft Windows, PlayStation 3, Xbox 360                                                                                    |
| 2012 | Rocksmith                                                | Microsoft Windows, PlayStation 4, PlayStation 3, Xbox 360, macOS                                                              |
| 2012 | Shoot Many Robots                                        | Microsoft Windows, PlayStation 3, Xbox 360                                                                                    |
| 2012 | Monster 4x4                                              | Nintendo 3DS |
| 2012 | Rabbids Land                                             | Wii U |
| 2012 | Rabbids Rumble                                           | Nintendo 3DS |
| 2012 | The Expendables 2: The Video Game                        | Microsoft Windows, PlayStation 3, Xbox 360                                                                                    |
| 2012 | The Hip Hop Dance Experience                             | Xbox 360, Wii |
| 2012 | Tom Clancy’s Ghost Recon: Future Soldier                 | Microsoft Windows, PlayStation 3, Xbox 360                                                                                    |
| 2012 | Tom Clancy’s Ghost Recon Phantoms                        | Microsoft Windows |
| 2012 | Trials Evolution                                         | Xbox 360 |
| 2012 | Your Shape: Fitness Evolved 2012                         | Xbox 360 |
| 2012 | ZombiU                                                   | Wii U; (Zombi címen: Microsoft Windows, PlayStation 4, Xbox One)                                                              |
| 2013 | Assassin’s Creed IV: Black Flag                          | Microsoft Windows, PlayStation 4, PlayStation 3, Xbox One, Xbox 360, Wii U                                                    |
| 2013 | Assassin’s Creed: Freedom Cry                            | Microsoft Windows, PlayStation 4, PlayStation 3, Xbox One, Xbox 360                                                           |
| 2013 | Assassin’s Creed Pirates                                 | iOS, Android |
| 2013 | Call of Juarez: Gunslinger                               | Microsoft Windows, PlayStation 3, Xbox 360                                                                                    |
| 2013 | Far Cry 3: Blood Dragon                                  | Microsoft Windows, PlayStation 3, Xbox 360                                                                                    |
| 2013 | Growtopia                                                | Android, iOS, Microsoft Windows, macOS, Nintendo Switch, PlayStation 4, Xbox One                                              |
| 2013 | Just Dance 2014                                          | PlayStation 4, PlayStation 3, Xbox One, Xbox 360, Wii U, Wii                                                                  |
| 2013 | The Mighty Quest for Epic Loot                           | Microsoft Windows |
| 2013 | Panzer General Online                                    | Microsoft Windows |
| 2013 | Rayman Legends                                           | Microsoft Windows, Nintendo Switch, PlayStation 4, PlayStation 3, PlayStation Vita, Xbox One, Xbox 360, Wii U                 |
| 2013 | ShootMania Storm                                         | Microsoft Windows |
| 2013 | Spartacus Legends                                        | PlayStation 3, Xbox 360 |
| 2013 | The Smurfs 2                                             | PlayStation 3, Xbox 360, Wii U, Wii, Nintendo DS                                                                              |
| 2013 | Tom Clancy’s Splinter Cell: Blacklist                    | Microsoft Windows, PlayStation 3, Xbox 360, Wii U                                                                             |
| 2013 | Trials Evolution: Gold Edition                           | Microsoft Windows |
| 2013 | Your Shape: Fitness Evolved 2013                         | Wii U |
| 2014 | Assassin’s Creed Rogue                                   | Microsoft Windows, PlayStation 3, Xbox 360                                                                                    |
| 2014 | Assassin’s Creed Unity                                   | Microsoft Windows, PlayStation 4, Xbox One                                                                                    |
| 2014 | Bot Squad                                                | iOS |
| 2014 | Child of Light                                           | Microsoft Windows, PlayStation 4, PlayStation 3, PlayStation Vita, Xbox One, Xbox 360, Nintendo Switch, Wii U                 |
| 2014 | Far Cry 4                                                | Microsoft Windows, PlayStation 4, PlayStation 3, Xbox One, Xbox 360                                                           |
| 2014 | Just Dance 2015                                          | PlayStation 4, PlayStation 3, Xbox One, Xbox 360, Wii U, Wii                                                                  |
| 2014 | Might & Magic X: Legacy                                  | Microsoft Windows |
| 2014 | South Park: The Stick of Truth                           | Microsoft Windows, PlayStation 4, PlayStation 3, Xbox One, Xbox 360, Nintendo Switch                                          |
| 2014 | Tetris Ultimate                                          | Microsoft Windows, PlayStation 4, PlayStation Vita, Xbox One, Nintendo 3DS                                                    |
| 2014 | The Crew                                                 | Microsoft Windows, PlayStation 4, Xbox One, Xbox 360                                                                          |
| 2014 | Trials Fusion                                            | Microsoft Windows, PlayStation 4, Xbox One, Xbox 360                                                                          |
| 2014 | Valiant Hearts: The Great War                            | Android, iOS, Microsoft Windows, Nintendo Switch, PlayStation 4, PlayStation 3, Xbox One, Xbox 360                            |
| 2014 | Watch Dogs                                               | Microsoft Windows, PlayStation 4, PlayStation 3, Xbox One, Xbox 360, Wii U                                                    |
| 2015 | Anno 2205                                                | Microsoft Windows |
| 2015 | Assassin’s Creed Identity                                | iOS, Android |
| 2015 | Assassin’s Creed Chronicles                              | Microsoft Windows, PlayStation 4, Xbox One                                                                                    |
| 2015 | Assassin’s Creed Syndicate                               | Microsoft Windows, PlayStation 4, Xbox One                                                                                    |
| 2015 | Driver Speedboat Paradise                                | iOS, Android |
| 2015 | Grow Home                                                | Microsoft Windows, PlayStation 4                                                                                              |
| 2015 | Just Dance 2016                                          | PlayStation 4, PlayStation 3, Xbox One, Xbox 360, Wii U, Wii                                                                  |
| 2015 | Tom Clancy’s Rainbow Six Siege                           | Microsoft Windows, PlayStation 4, Xbox One                                                                                    |
| 2015 | Toy Soldiers: War Chest                                  | Microsoft Windows, PlayStation 4, Xbox One                                                                                    |
| 2016 | Eagle Flight                                             | Microsoft Windows, PlayStation 4                                                                                              |
| 2016 | Far Cry Primal                                           | Microsoft Windows, PlayStation 4, Xbox One                                                                                    |
| 2016 | Grow Up                                                  | Microsoft Windows, PlayStation 4, Xbox One                                                                                    |
| 2016 | Hungry Shark Evolution                                   | iOS, Android |
| 2016 | Just Dance 2017                                          | Microsoft Windows, PlayStation 4, PlayStation 3, Xbox One, Xbox 360, Nintendo Switch, Wii U, Wii                              |
| 2016 | Sandstorm: Pirate Wars                                   | iOS, Android |
| 2016 | Steep                                                    | Microsoft Windows, PlayStation 4, Xbox One                                                                                    |
| 2016 | Tom Clancy’s The Division                                | Microsoft Windows, PlayStation 4, Xbox One                                                                                    |
| 2016 | Trials of the Blood Dragon                               | Microsoft Windows, PlayStation 4, Xbox One                                                                                    |
| 2016 | TrackMania Turbo                                         | Microsoft Windows, PlayStation 4, Xbox One                                                                                    |
| 2016 | Watch Dogs 2                                             | Microsoft Windows, PlayStation 4, Xbox One                                                                                    |
| 2016 | Werewolves Within                                        | Microsoft Windows |
| 2017 | Assassin’s Creed Origins                                 | Microsoft Windows, PlayStation 4, Xbox One                                                                                    |
| 2017 | Atomega                                                  | Microsoft Windows |
| 2017 | For Honor                                                | Microsoft Windows, PlayStation 4, Xbox One                                                                                    |
| 2017 | Just Dance 2018                                          | PlayStation 4, PlayStation 3, Xbox One, Xbox 360, Nintendo Switch, Wii U, Wii                                                 |
| 2017 | Mario + Rabbids Kingdom Battle                           | Nintendo Switch |
| 2017 | Ode                                                      | Microsoft Windows |
| 2017 | South Park: The Fractured but Whole                      | Microsoft Windows, PlayStation 4, Xbox One, Nintendo Switch                                                                   |
| 2017 | Star Trek: Bridge Crew                                   | Microsoft Windows, PlayStation 4                                                                                              |
| 2017 | Tom Clancy’s Ghost Recon Wildlands                       | Microsoft Windows, PlayStation 4, Xbox One                                                                                    |
| 2017 | Tom Clancy’s ShadowBreak                                 | iOS, Android |
| 2018 | Hungry Dragon                                            | iOS, Android |
| 2018 | Might & Magic: Elemental Guardians                       | iOS, Android |
| 2018 | Far Cry 5                                                | Microsoft Windows, PlayStation 4, Xbox One                                                                                    |
| 2018 | The Crew 2                                               | Microsoft Windows, PlayStation 4, Xbox One                                                                                    |
| 2018 | Transference                                             | Microsoft Windows, PlayStation 4, Xbox One                                                                                    |
| 2018 | Assassin’s Creed Odyssey                                 | Microsoft Windows, PlayStation 4, Xbox One, Stadia                                                                            |
| 2018 | Starlink: Battle for Atlas                               | Microsoft Windows, PlayStation 4, Xbox One, Nintendo Switch                                                                   |
| 2018 | Hungry Shark World                                       | PlayStation 4, Xbox One, Nintendo Switch                                                                                      |
| 2018 | Just Dance 2019                                          | PlayStation 4, Xbox 360, Xbox One, Nintendo Switch, Wii, Wii U                                                                |
| 2019 | Trials Rising                                            | Microsoft Windows, PlayStation 4, Xbox One, Nintendo Switch, Stadia                                                           |
| 2019 | Far Cry New Dawn                                         | Microsoft Windows, PlayStation 4, Xbox One                                                                                    |
| 2019 | Anno 1800                                                | Microsoft Windows |
| 2019 | Tom Clancy’s The Division 2                              | Microsoft Windows, PlayStation 4, Xbox One, Stadia                                                                            |
| 2019 | Tom Clancy’s Ghost Recon Breakpoint                      | Microsoft Windows, PlayStation 4, Xbox One, Stadia                                                                            |
| 2019 | Just Dance 2020                                          | PlayStation 4, Stadia, Wii, Xbox One, Nintendo Switch                                                                         |
| 2020 | Tom Clancy’s Elite Squad                                 | Android, iOS |
| 2020 | Assassin’s Creed Valhalla                                | Microsoft Windows, Xbox Series X, Xbox One, PlayStation 5, PlayStation 4, Stadia                                              |
| 2020 | Immortals Fenyx Rising                                   | Microsoft Windows, PlayStation 4, PlayStation 5, Xbox One, Xbox Series X, Nintendo Switch, Stadia                             |
| 2020 | Watch Dogs: Legion                                       | Microsoft Windows, PlayStation 4, PlayStation 5, Xbox One, Xbox Series X, Stadia                                              |
| 2020 | Might & Magic: Chess Royale                              | Microsoft Windows, Android, iOS                                                                                               |
| 2020 | Just Dance 2021                                          | PlayStation 4, PlayStation 5, Xbox One, Xbox Series X, Nintendo Switch                                                        |
| 2021 | Scott Pilgrim vs. The World: The Game                    | Microsoft Windows, PlayStation 4, Xbox One, Nintendo Switch, Stadia                                                           |
| 2021 | Far Cry 6                                                | Microsoft Windows, PlayStation 4, PlayStation 5, Xbox One, Xbox Series X, Stadia, Amazon Luna                                 |
| 2021 | Riders Republic                                          | Microsoft Windows, PlayStation 4, PlayStation 5, Xbox One, Xbox Series X, Stadia                                              |
| 2021 | Just Dance 2022                                          | PlayStation 4, PlayStation 5, Xbox One, Xbox Series X, Nintendo Switch, Stadia                                                |
| 2021 | Monopoly Madness                                         | Microsoft Windows, PlayStation 4, PlayStation 5, Xbox One, Xbox Series X, Stadia, Amazon Luna                                 |
| 2022 | Tom Clancy's Rainbow Six Extraction                      | Microsoft Windows, PlayStation 4, PlayStation 5, Xbox One, Xbox Series X, Stadia                                              |
| 2022 | Roller Champions                                         | Microsoft Windows, PlayStation 4, Xbox One, Nintendo Switch                                                                   |
| 2022 | Rocksmith+                                               | Microsoft Windows, PlayStation 4, PlayStation 5, Xbox One, Xbox Series X                                                      |
| 2022 | Mario + Rabbids Sparks of Hope                           | Nintendo Switch |
| 2022 | Just Dance 2023 Edition                                  | PlayStation 5, Xbox Series X, Nintendo Switch                                                                                 |
| 2023 | OddBallers                                               | Microsoft Windows, Xbox One, Xbox Series X, Amazon Luna                                                                       |
| 2023 | The Settlers: New Allies                                 | Microsoft Windows |
| 2023 | XDefiant                                                 | Microsoft Windows, PlayStation 4, PlayStation 5, Xbox One, Xbox Series X, Amazon Luna                                         |
| 2023 | The Crew Motorfest                                       | Microsoft Windows, PlayStation 4, PlayStation 5, Xbox One, Xbox Series X, Amazon Luna                                         |
| 2023 | Tom Clancy's The Division Resurgence                     | Android, iOS |
| 2023 | Assassin's Creed Mirage                                  | Microsoft Windows, PlayStation 4, PlayStation 5, Xbox One, Xbox Series X, Amazon Luna                                         |
| 2023 | Just Dance 2024                                          | PlayStation 5, Xbox Series X, Nintendo Switch                                                                                 |
| 2023 | Assassin's Creed Nexus VR                                | Meta Quest 2, Meta Quest 3 |
| 2023 | Avatar: Frontiers of Pandora                             | Microsoft Windows, PlayStation 5, Xbox Series X, Amazon Luna                                                                  |
| 2024 | Prince of Persia: The Lost Crown                         | Microsoft Windows, PlayStation 4, PlayStation 5, Xbox One, Xbox Series X                                                      |
| 2024 | Skull & Bones                                            | Microsoft Windows, PlayStation 5, Xbox Series X, Amazon Luna                                                                  |
| 2024 | Star Wars Outlaws                                        | Microsoft Windows, PlayStation 5, Xbox Series X                                                                               |
| 2024 | Just Dance 2025 Edition                                  | PlayStation 5, Xbox Series X, Nintendo Switch                                                                                 |
| 2025 | Assassin's Creed Shadows                                 | Microsoft Windows, macOS, PlayStation 5, Xbox Series X, Nintendo Switch                                                       |
| 2025 | Heroes of Might and Magic: Olden Era                     | Microsoft Windows |
| 2025 | Anno 117: Pax Romana                                     | Microsoft Windows, PlayStation 5, Xbox Series X                                                                               |
| 2025 | Tom Clancy's The Division Resurgence                     | Android, iOS |
| TBA  | Tom Clancy's Rainbow Six Mobile                          | Android, iOS |
| TBA  | Assassin’s Creed Codename Jade                           | Android, iOS |
| TBA  | Project U                                                | TBA |
| TBA  | Tom Clancy's The Division Heartland                      | TBA |
| TBA  | Prince of Persia: The Sands of Time (remake)             | TBA |
| TBA  | Assassin's Creed Codename Hexe                           | TBA |
| TBA  | Beyond Good and Evil 2                                   | TBA |
| TBA  | Tom Clancy's Splinter Cell (remake)                      | TBA |